# 위키위키웹

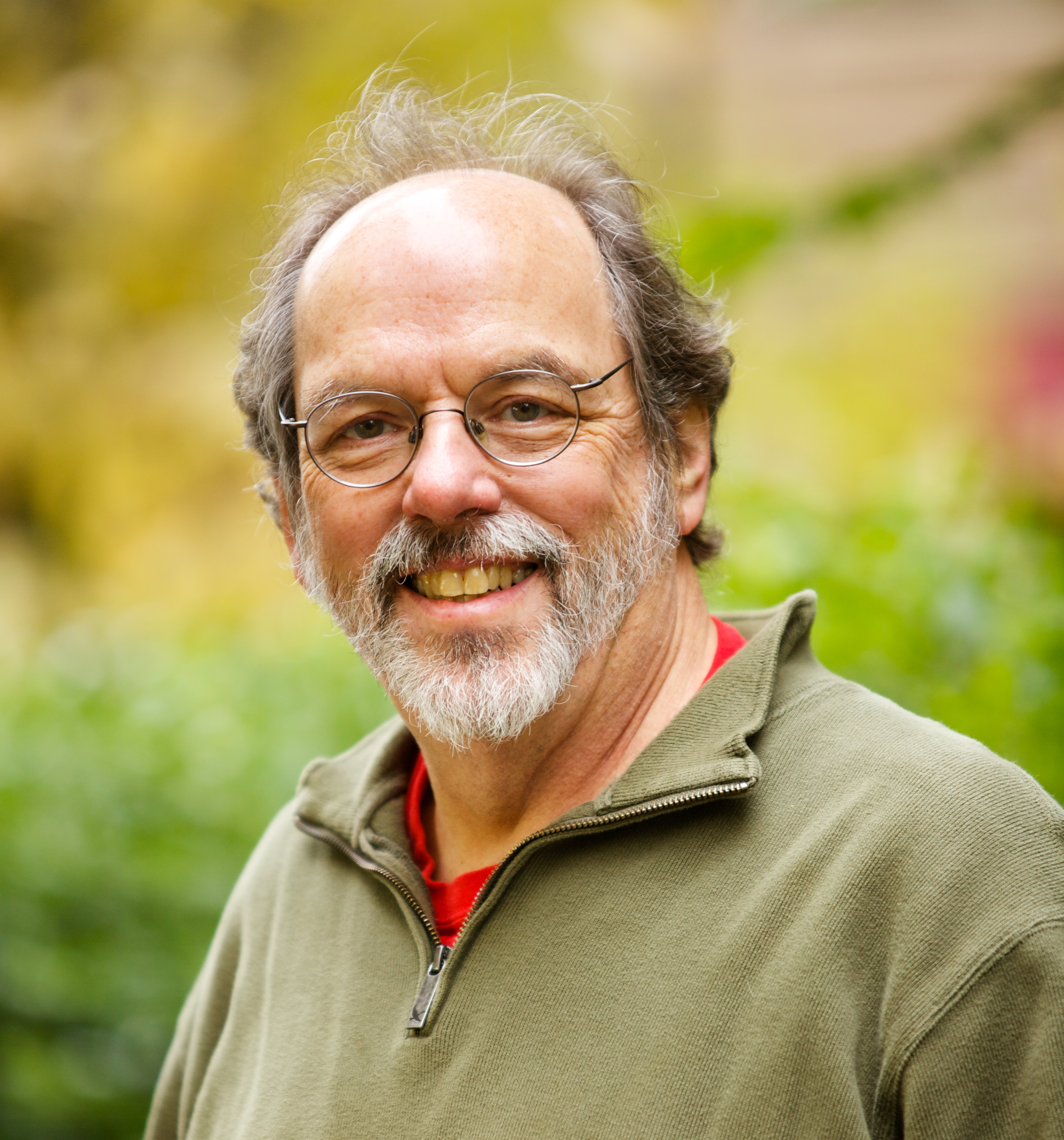
위키위키웹을 만든 워드 커닝엄 (2011년)

위키위키웹(WikiWikiWeb)은 최초의 위키, 즉 사용자가 편집 가능한 사이트이다. 1995년 3월 25일, 프로그래머 워드 커닝햄이 소프트웨어 디자인 패턴을 논의하는 사이트 "포틀랜드 패턴 리포지토리"와 함께 출시하였다. "위키위키웹"은 펄 프로그래밍 언어로 작성되었지만, 후에 사이트 이름에 맞추어 "위키베이스"로 프로그래밍 언어 이름을 바꾸었다. 이 사이트는 간단하게 "위키"라고 지칭되었고, 그 뒤에 나온 초창기 위키사이트 사이에 확립된 규칙은 원래 사이트를 지칭하는 대문자 "W"와 함께 사용하는 방식이었다. 소프트웨어 공학, 애자일 개발 프로세스, 익스트림 프로그래밍 등의 주제를 다루고 있다.

## 역사
1994년에 프로그래머 간의 아이디어 교환을 쉽게 하기 위해 커닝햄이 소프트웨어와 웹사이트를 개발했다. 개념 자체는 커닝햄이 1980년대 후반에 구축한 하이퍼카드 스택을 개발할 때 나온 아이디어를 바탕으로 했다.1995년 3월 25일에 그는 자신 소유의 회사 (커닝햄 & 커닝햄) 웹사이트인 c2.com에 소프트웨어를 설치했다. 커닝햄이 위키위키웹이라는 이름을 생각해낸 것은 호놀룰루 국제공항에 갔을 때 카운터 직원이 공항 터미널 사이를 운영하는 대중 교통인 "위키 위키 셔틀"을 타라고 한 적이 있었기 때문이다. "위키 위키"는 하와이어로 "빨리 빨리"라는 뜻을 지닌 단어였다. 커닝햄이 고안한 개념은 위키위키웹 페이지들을 사용자들이 빨리빨리 편집가능한 것이었기 때문에 처음엔 "퀵웹"이라는 이름을 붙였지만, 그 기억을 떠올리고는 "위키위키웹"으로 바꾸었다.
2015년 5월 기준 위키위키웹의 WelcomeVisitors 페이지는 아래와 같은 서술을 담고 있다:
Welcome to WikiWikiWeb, also known as Ward's wiki or just Wiki. A lot of people had their first wiki experience here. This community has been around since 1995 and consists of many people. We always accept newcomers with valuable contributions. If you haven't used a wiki before, be prepared for a bit of CultureShock. The beauty of Wiki is in the freedom, simplicity, and power it offers. This site's primary focus is PeopleProjectsAndPatterns in SoftwareDevelopment. However, it is more than just an InformalHistoryOfProgrammingIdeas. It started there, but the theme has created a culture and DramaticIdentity all its own. All Wiki content is WorkInProgress. Most of all, this is a forum where people share ideas! It changes as people come and go. Much of the information here is subjective. If you are looking for a dedicated reference site, try WikiPedia; WikiIsNotWikipedia!

위키위키웹에서 하이퍼링크를 연결할 때는 낙타 대문자를 활용하여, 하나의 단어로 처리한다. 이러한 위키 마크업 관습은 여전히 일부 최신 위키 소프트웨어가 따른다. 반면에 위키백과를 작동시키는 미디어위키 소프트웨어와 같은 다른 계열은 낙타 대문자 없이 링크가 가능하다.
2014년 12월, 위키위키웹은 문서 훼손 공격을 받았고, 이제 읽기만 가능하도록 바뀌었다. 2015년 2월 1일, 커닝햄은 위키를 싱글 페이지 애플리케이션 재구성할 것이며, 새로운 Federated Wiki로 통합할 것임을 알렸다. 이후 페이지들은 동결되었다.

## 위키위키웹의 자매 사이트
| 이름             | 문서 수 | 설립자                     |
| ---------------- | ------- | -------------------------- |
| 위키위키웹       | 32138   | 워드 커닝엄                |
| WhyClublet       | 4777    | 리처드 드레이크            |
| 미트볼위키       | 4622    | Clifford Adams, Sunir Shah |
| 그린치즈         | 783     | Peter Merel                |
| TheReformSociety | 644     | Peter Merel                |
| The Adjunct      | 630     | Earle Martin               |
| 위키베이스       | 360     | 워드 커닝엄                |
| 피트위키         | 218     | 워드 커닝엄                |

## 같이 보기
- 위키